# The Classical Connection II
The Classical Connection II is een studioalbum van Rick Wakeman. Na The Classical Connection recyclede Wakeman opnieuw eigen werk, naar een wat meer klassieke sfeer. Het studiowerk is opgenomen op het eiland Man. 

## Musici
- Rick Wakeman – toetsinstrumenten
- Steve Howe – akoestische gitaar (10)
- Chris Squire – basgitaar (10)
- Frank Ricotti – percussie (10)
- Bill Bruford - slagwerk (10)
- David Paton – gitaar, basgitaar (studiodeel). (1, 3, 6, 9)

## Tracklist
| Nr. | Titel                                                    | Duur |
| --- | -------------------------------------------------------- | ---- |
| 1.  | John Lennon                                              | 8:08 |
| 2.  | Birdman of Alcatraz                                      | 4:28 |
| 3.  | The day after the fair                                   | 4:38 |
| 4.  | Opus 1                                                   | 3:10 |
| 5.  | The painter                                              | 3:07 |
| 6.  | Summertime (George Gershwin)                             | 6:05 |
| 7.  | Dancing in heaven                                        | 6:36 |
| 8.  | A garden of music                                        | 3:18 |
| 9.  | Mackintosh                                               | 3:49 |
| 10. | Farandol (opgenomen tijdens The Six Wives of Henry VIII) | 2:45 |
| 11. | Pont Street                                              | 4:30 |
| 12. | Art and soul                                             | 5:01 |